# ۱-آندروستندیول
۱-آندروستندیول (به انگلیسی: 1-Androstenediol) یا ۵α-آندروست-۱-ان-۳β،۱۷β-دیول، همچنین به عنوان ۴٬۵α-دی هیدرو- ۱ آندروستندیول شناخته می‌شود، یک پروهورمون از ۱-تستوسترون (۱ - DHT) است.